# Yaka (Rwanda)
Pour les articles homonymes, voir Yaka.
Le yaka est une langue bantoue mineure de la rive nord du lac Kivu au Rwanda, répertoriée par Jouni Filip Maho. Selon Harald Hammarström, le yaka serait plutôt une variété du kinyarwanda, Maho basant son entrée pour le yaka sur le vocabulaire présenté dans Bastin et autres 1999,, collecté à 29,3E/1.8S et lexicalement similaire du kinyarwanda à 62 %.

## Sources
- (en) Y. Bastin, A. Coupez et M. Mann, Continuity and divergence in the Bantu languages: Perspectives from a lexicostatistic study, Tervuren, Royal Museum for Central Africa, 1999
- (en) Harald Hammarström, « An inventory of Bantu languages », dans Mark Van de Velde, Koen Bostoen, Derek Nurse, Gérard Philippson, The Bantu languages, 2019, 2e éd., 17-78 p. (ISBN 978-1-138-79967-7 et 978-1-315-75594-6)
- (en) Jouni Filip Maho, NUGL Online, The online version of the New Updated Guthrie List, 2009 (lire en ligne [PDF]), p. 28